# 大烏恰雷湖
54°20′39″N 59°25′36″E / 54.3443°N 59.4268°E
大烏恰雷湖（俄语：Большие Учалы），是俄羅斯的湖泊，位於該國西南部，由巴什科爾托斯坦共和國負責管轄，長3公里、寬1.5公里，面積3.06平方公里，海拔高度511米，平均水深2.5米，最大水深6米。